# Ashtanga Namaskara

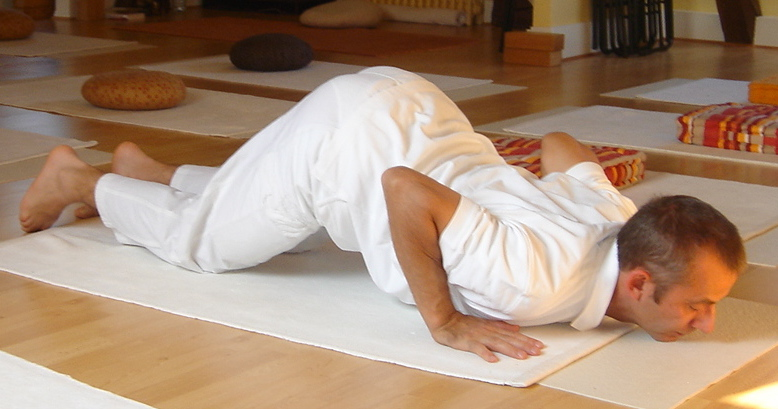
Ashtanga Namaskara

Ashtanga Namaskara (en sánscrito: अष्टाङ्ग नमस्कार), Ashtanga Dandavat Pranam (अष्टाङ्ग दण्डवत् प्रणाम्), postura de ocho extremidades, postura de oruga, o postura de pecho, rodillas y mentón es una asana que a veces se usa en la secuencia de saludo al sol y en yoga moderno como ejercicio, donde el cuerpo se equilibra sobre ocho puntos de contacto con el suelo: pies, rodillas, tórax, barbilla y manos.

## Etimología y orígenes
El nombre proviene de las palabras sánscritas अष्ट asht, ocho, अङ्ग anga, miembro y नमस्कार námaste, reverencia o saludo.
La asana es desconocida en el hatha yoga medieval. Forma parte de la secuencia de ejercicios Saludo al sol de Bala Sahib de 1929, que entonces no se consideraba yoga. El investigador del yoga Mark Singleton sostiene que las posturas que forman la secuencia de Saludo al sol derivan de los ejercicios gimnásticos indios llamados dands (dand significa palo o bastón). Señala que en el programa de estudios de Educación Física de Bombay de 1940, Surya Namaskar se llama Ashtang Dand, supone a partir de esta postura central, Ashtanga Namaskara. Singleton sugiere además que esto también dio su nombre al sistema de Ashtanga vinyasa yoga de Tirumalai Krishnamacharya y más tarde de su alumno K. Pattabhi Jois, en lugar de suponer que el nombre del sistema proviene de alguna manera del Ashtanga yoga del sistema de yoga de Patañjali.

## Descripción
Ashtanga Namaskara es una postura boca abajo con ocho partes del cuerpo en contacto con el suelo: ambos pies, ambas rodillas, ambas manos, el pecho y la barbilla o la frente. Las manos están debajo de los hombros, los codos doblados.
La postura se ha utilizado como alternativa a Chaturanga Dandasana en la secuencia Saludo al sol, considerada adecuada para practicantes que carecen de la fuerza para realizar la postura habitual; los argumentos en contra de este uso incluyen la compresión de la zona lumbar y la tensión en la articulación del hombro. Se usó en el Surya Namaskar temprano de Pant Pratinidhi, con la frente tocando el suelo.